# Упей (коммуна)
Упе́й (фр. Oupeye, валлон. Oûpêye) — коммуна в Валлонии, расположенная в провинции Льеж, округ Льеж. Принадлежит Французскому языковому сообществу Бельгии. На площади 36,11 км² проживают 23 581 человек (плотность населения — 653 чел./км²), из которых 48,04 % — мужчины и 51,96 % — женщины. Средний годовой доход на душу населения в 2003 году составлял 12 203 евро.
Почтовые коды: 4680—4684. Телефонный код: 04.